# اشلات، اتریش
اشلات  (به آلمانی: Schlatt) یک منطقهٔ مسکونی در اتریش است که در ناحیه وکلابروک واقع شده‌است. اشلات  ۱۱ کیلومتر مربع مساحت دارد ۴۰۹ متر بالاتر از سطح دریا واقع شده‌است.